# Stade du Ray
Stade du Ray – stadion piłkarski, położony w Nicei. Oddany został do użytku w 1927 roku. Od tego czasu swoje mecze na tym obiekcie rozgrywa zespół piłkarski OGC Nice. Jego pojemność wynosi 17 415 miejsc. Rekordową frekwencję, wynoszącą 25 532 osób, odnotowano w 1974 roku podczas meczu pomiędzy OGC Nice a Fenerbahçe SK.